# 比佛利山超級警探：艾索·福里
《比佛利山超級警探：艾索·福里》（英語：Beverly Hills Cop: Axel F）是一部2024年美國動作喜劇片，由馬克·莫洛伊執導（長片導演處女作），威爾·比爾、湯姆·高米坎（Tom Gormican）和凯文·艾登編寫劇本。本片為1994年電影《霹靂炮》的續集兼《比佛利山超級警探》系列電影的第四部作品。前三集的演員艾迪·墨菲、賈基·雷荷、約翰·亞西頓、保羅·萊瑟和布朗森·平丘特回歸演出，新加入的主演包括喬瑟夫·高登-李維、泰勒·佩奇及凯文·贝肯。劇情講述墨菲飾演的艾索·福里警探重回加利福尼亞州比佛利山，與女兒和其前男友以及好友們調查比佛利山警察局內部的貪官迂腐。
電影在1990年代中期在墨菲的製片公司下進入開發階段，過程曲折，經歷了幾位不同的導演和編劇。直到莫洛伊2022年4月受聘執導，同年8月在加利福尼亞州開拍。《比佛利山超級警探：艾索·福里》2024年7月3日在Netflix上線。電影發行後獲得影評界的中庸評價，但是觀眾的反應偏向積極，艾迪·墨菲的演出獲得好評，電影容易預測的情節則受到影評界批評。

## 劇情
奇幻樂園事件發生三十年後，仍是底特律警探的艾索·福里阻止了一場底特律紅翼隊更衣室搶案，但對公共設施帶來高昂的損壞。在警察局長的壓力下，艾索的朋友副局長傑佛瑞·佛里曼宣布退休，並建議艾索與疏遠的女兒珍·桑德斯修復關係。珍是洛杉磯的一名辯護律師，受到現擔任私家偵探的比利·羅斯伍指導，調查臥底警官科普蘭的謀殺案；謀殺案的嫌疑人山姆·安利奎茲遭到誣陷，珍也為此遭人威脅。比利聯絡艾索幫忙，而自己則在發生謀殺的車輛中找到了證據，但被販毒集團綁架。
艾索回到比佛利山，對比利沒有回應感到擔憂。在比利的辦公室裡，艾索撞見一群人翻箱倒櫃，並找機會偷偷從比利的日記上撕走一頁。艾索被那群人追著跑，自己最後被當地警察逮捕。艾索來到BHPD，遇到了珍的前男友巴比·艾伯特警探，並與老朋友約翰·塔格特重聚。塔格特興奮地將艾索介紹給負責緝毒組的凱德·葛蘭特警監，塔格特在年輕的警校學員時期就曾指導過他。艾索見到葛蘭特後，發現對方工資微薄，卻穿著過於昂貴的衣服，於是產生了不信任。珍保釋了父親，但拒絕與艾索修復關係。據透露，艾索在對底特律黑手黨的調查中，家人受到了威脅，於是讓妻子與珍幾十年前搬到了洛杉磯，但夫妻倆離婚收場，艾索仍自行留在底特律。艾索在說服珍協助自己破案後，他們在大街上遭到毒販伏擊，艾伯特出手拯救。艾索向塔格特詢問比利與葛蘭特的狀況；比利曾指控葛蘭特的腐敗，但得不到塔格特的支持而自行辭職，改當私家偵探調查科普蘭的謀殺案。塔格特為葛蘭特及其團隊辯護，將艾索拒之門外，並暫停艾伯特的職務。
在沒有支援的情況下，艾索、艾伯特與珍在科普蘭被謀殺的車內找到了一台攝影機和通訊訊號干擾器，推斷葛蘭特的團隊正在尋找一張含有證據的記憶卡；而在比利日記撕下的地址則指向葛蘭特持有的一棟豪宅，並被用於販毒集團洗錢公司。艾索在朋友賽吉的幫助下，透過附近的看房進入了這棟豪宅。在此，發現了更多與科普蘭謀殺案有關的證據，但其到訪被葛蘭特發現。艾索在與珍爭吵後，和艾伯特審問了安奎利茲的叔叔查利諾。查利諾稱，葛蘭特包庇販毒集團，並透露當天晚上一批毒品將離開港口。葛蘭特栽贓艾索和艾伯特持有古柯鹼而逮捕了兩人。艾索逃脫了拘留，並在艾伯特不情願的幫助下偷走了一架直升機。他們飛往比佛利山警察局，葛蘭特向旋翼開槍，導致他們墜毀。塔格特目睹了這起事件，最後確信自己團隊內部存在腐敗，同意協助珍完成懸而未決的調查；但珍後來被葛蘭特的暴徒綁架。根據查利諾的情報，艾索和艾伯特前往該販毒集團活動的港口，並救出了遭囚禁兩天的比利，但葛蘭特隨後打來要求用記憶卡換回珍。在傑佛瑞的幫助下，艾索、艾伯特和比利得知珍的手機位置，發現她仍在豪宅裡而非約定地點。
艾索、艾伯特和比利與葛蘭特的販毒集團暴徒交火，塔格特也獨自到來支援比利。艾索與葛蘭特對質，珍掙脫束縛槍殺了企圖偷襲父親的人，但艾索則幫珍擋下了葛蘭特的子彈；當葛蘭特想進一步槍擊珍時，被艾伯特一槍斃命。此後，比利和塔格特言歸於好；地方檢察官根據記憶卡的影像證據，對安利奎茲的指控被撤銷。艾索住院期間，與珍和好，且也可能在洛杉磯定居。幾天後，比利及塔格特在醫院外監督艾索完成住院治療，但艾索過來與他們重聚，並成功說服兩人與自己一起出去吃晚餐。

## 演員
- 艾迪·墨菲飾演艾索·福里（英语：Axel Foley）
- 喬瑟夫·高登-李維飾演巴比·艾伯特警探（Det. Bobby Abbott）
- 泰勒·佩奇（英语：Taylour Paige）飾演珍·桑德斯（Jane Saunders）
- 賈基·雷荷飾演比利·羅斯伍警探（Sergeant Billy Rosewood）[3]
- 約翰·亞西頓飾演約翰·塔格特警佐（Chief John Taggart）[2]
- 保羅·萊瑟飾演傑佛瑞·佛里曼（Jeffrey Friedman）[4]
- 布朗森·平丘特（英语：Bronson Pinchot）飾演賽吉（Serge）[5]
- 凱文·貝肯飾演凱德·葛蘭特警監（Captain Cade Grant）

路易·古茲曼飾演查利諾·巴爾德莫羅（Chalino Valdemoro）；達米恩·迪亞茲（Damien Diaz）飾演山姆·安利奎茲（Sam Enriquez）；马克·佩雷格里诺飾演貝克（Beck）。此外，克里斯多夫·麥當勞客串演出一名憤怒的高爾夫球手，致敬他在《高爾夫球也瘋狂》（1996年）中扮演的角色。墨菲現實中的女兒布莉亞（Bria）飾演雷恩·明尼克（Renne Minnick），逮捕福里的比佛利山警員。

## 發行
2024年2月1日，根據Netflix前瞻影片公布，《比佛利山超級警探：艾索·福里》定於2024年7月3日登上該平台串流發行。電影7月3日在Netflix首播後，五天內觀看次數達到4100萬次；觀看時間也達8070萬小時。

## 外部連結
- 互联网电影数据库（IMDb）上《比佛利山超級警探：艾索·福里》的资料（英文）